# Sophie Barker
Sophie Alexandra Jessica Barker (* 5. November 1971 in London) ist eine britische Singer-Songwriterin. Bekannt wurde sie vor allem durch ihre Arbeit mit der britischen Downtempo-Gruppe Zero 7.
Sie verließ das University College London nach zwei Jahren und veröffentlichte 1996 bis 1997 bei Sony mit Kate Holmes als Sirenes drei Singles. 1999 arbeitete sie für zwei Songs beim zweiten Albums der englischen House-Band Groove Armada.
Bekannt im Radioprogramm des WDR wurde ihre 2021 veröffentlichte Interpretation des John-Denver-Titels Leaving on a Jet Plane aus dem Jahr 1966.

## Diskographie (Auswahl)
- 2006: Earthbound[6]
- 2010: Seagull[7]
- 2013: Dusk to Dawn[8]
- 2017: Break the Habit[9]